# Фолсом (Каліфорнія)
Фолсом (англ. Folsom) — місто (англ. city) в США, в окрузі Сакраменто штату Каліфорнія. Населення — 80 454 особи (2020).

## Географія
Фолсом розташований за координатами 38°40′33″ пн. ш. 121°8′52″ зх. д. / 38.67583° пн. ш. 121.14778° зх. д. (38.675957, -121.147656).  За даними Бюро перепису населення США в 2010 році місто мало площу 62,94 км², з яких 56,84 км² — суходіл та 6,10 км² — водойми. В 2017 році площа становила 77,87 км², з яких 71,77 км² — суходіл та 6,10 км² — водойми.

### Клімат
| Клімат : Фолсом       | Клімат : Фолсом | Клімат : Фолсом | Клімат : Фолсом | Клімат : Фолсом | Клімат : Фолсом | Клімат : Фолсом | Клімат : Фолсом | Клімат : Фолсом | Клімат : Фолсом | Клімат : Фолсом | Клімат : Фолсом | Клімат : Фолсом | Клімат : Фолсом |
| Показник              | Січ.            | Лют.            | Бер.            | Квіт.           | Трав.           | Черв.           | Лип.            | Серп.           | Вер.            | Жовт.           | Лист.           | Груд.           | Рік             |
| Середній максимум, °C | 12,2            | 16,1            | 18,3            | 22,2            | 27,2            | 31,7            | 34,4            | 34,4            | 31,1            | 26,1            | 16,7            | 12,2            | 23,6            |
| Середній мінімум, °C  | 3,3             | 6,1             | 7,8             | 8,9             | 11,1            | 14,4            | 16,1            | 15,6            | 14,4            | 12,2            | 6,7             | 3,9             | 10,1            |
| Норма опадів, мм      | 94              | 118             | 118             | 44              | 17              | 10              | 2               | 3               | 16              | 37              | 101             | 97              | 655             |
| --------------------- | --------------- | --------------- | --------------- | --------------- | --------------- | --------------- | --------------- | --------------- | --------------- | --------------- | --------------- | --------------- | --------------- |
| Джерело:              |                 |                 |                 |                 |                 |                 |                 |                 |                 |                 |                 |                 |                 |

## Демографія
Згідно з переписом 2010 року, у місті мешкали 72 203 особи в 24 951 домогосподарстві у складі 17 600 родин. Густота населення становила 1147 осіб/км².  Було 26109 помешкань (415/км²).
Расовий склад населення:
| - 74,3 % — білих - 12,5 % — азіатів - 5,7 % — чорних або афроамериканців - 0,6 % — корінних американців - 0,2 % — вихідців з тихоокеанських островів - 2,5 % — осіб інших рас |

До двох чи більше рас належало 4,2 %. Частка іспаномовних становила 11,2 % від усіх жителів.
За віковим діапазоном населення розподілялося таким чином: 24,3 % — особи молодші 18 років, 66,1 % — особи у віці 18—64 років, 9,6 % — особи у віці 65 років та старші. Медіана віку мешканця становила 37,6 року. На 100 осіб жіночої статі у місті припадало 114,1 чоловіків;  на 100 жінок у віці від 18 років та старших — 117,9 чоловіків також старших 18 років.
Середній дохід на одне домашнє господарство  становив 111 613 долари США (медіана — 100 978), а середній дохід на одну сім'ю — 127 317 доларів (медіана — 119 032). Медіана доходів становила 91 144 долари для чоловіків та 65 907 доларів для жінок. За межею бідності перебувало 4,7 % осіб, у тому числі 3,1 % дітей у віці до 18 років та 9,1 % осіб у віці 65 років та старших.
Цивільне працевлаштоване населення становило 33 608 осіб. Основні галузі зайнятості: освіта, охорона здоров'я та соціальна допомога — 21,4 %, виробництво — 13,2 %, науковці, спеціалісти, менеджери — 12,4 %.